# 馬歇爾·沃倫·尼倫伯格

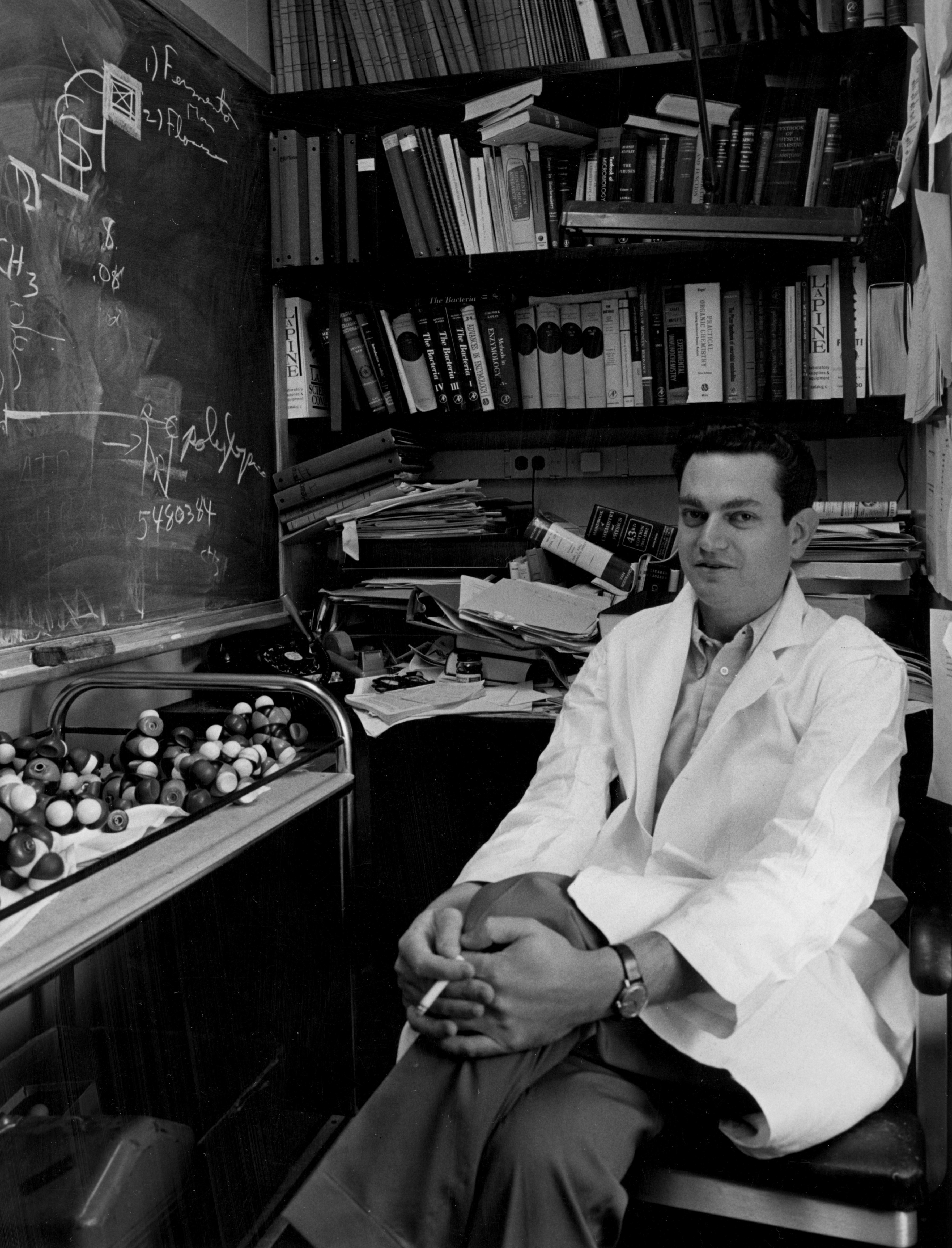
馬歇爾·沃倫·尼倫伯格

馬歇爾·沃倫·尼倫伯格（英語：Marshall Warren Nirenberg，1927年4月10日—2010年1月15日），美國生物化學家與遺傳學家，因解出遺傳密碼而與羅伯特·W·霍利及哈爾·葛賓·科拉納共同獲得1968年諾貝爾生理學或醫學獎。後來也研究神經科學與同位序列基因。
尼伦伯格在1961年与他的学生 Matthaei 建立和完善了大肠杆菌的无细胞翻译系统，成功破译出前几个密码子。1964年，尼伦伯格又发明核糖体结合技术。在这一技术帮助之下，他得以完全破译遗传密码。
2010年1月15日，患有癌症的尼伦伯格在位于纽约的家中辞世。

## 外部連結
- Nobel Biography （页面存档备份，存于）
- NIH Profiles in Science （页面存档备份，存于）
- Free to View Video Interview with Marshall W. Nirenberg （页面存档备份，存于） provided by the Vega Science Trust.